# غرب أسوان (قرية)
قرية غرب أسوان هي إحدى القرى التابعة لمركز أسوان في محافظة أسوان في جمهورية مصر العربية.
وهى تقع في البر الغربي لمدينة أسوان ، وهى تمتد بطول ٨ كيلو متر تقريباً من الجنوب إلى الشمال حتى نهاية القرية .
وتعد قرية غرب أسوان من أكبر قرى محافظة اسوان بعدد ٢٢ نجع  هى ، نجع القبة اول النجوع من الجنوب ، الجعلابية ، المعوضاب قبلي ، المداب ، الحمداب ، الشديد ، الغلالاب ، القرطباب ، نجع الشيخ دياب ، المعوضاب بحري ، الجرانيس ، الأرخياب ، الحمدلاب ، الحجاب ، نجع أبو عيسى ، السدر ، الفرس ، الخيرلاب و البغدلاب ، البسيون ، البليدة ، ونجع الشيخ محمد .
عدد سكان القرية حوالي ٢٧ الف نسمة 